# Sōsen Mishima
Pour les articles homonymes, voir Mishima.
Sōsen Mishima (三島 霜川, Mishima Sōsen), né à Takaoka le 30 juillet 1876 et mort le 7 mars 1934, est un écrivain japonais des XIXe et XXe siècles.
Son père était médecin. À l'âge de dix-huit ans, il s'installa à Tokyo pour étudier avec Ozaki Kōyō.